# لوتوس (مجموعه بازی)
«لوتوس» (انگلیسی: Lotus (series)) یک بازی ویدئویی در سبک بازی ویدئویی مسابقه‌ای است که توسط Gremlin Interactive و در سال ۱۹۹۲ و در پلت‌فرم‌های اسپکتروم، Acorn Archimedes، داس، آمیگا، آتاری اس‌تی، و کمودور ۶۴ منتشر شده‌است.